# 劇作家
劇作家（げきさっか、英: playwright、dramatist）は、演劇の上演のために書かれる戯曲の作者。戯曲家と呼ばれることもある。日本においては演出家を兼ねている者が多い。現在までその作品が残っている最も古い劇作家としては、紀元前5世紀頃のアイスキュロス、ソフォクレス、エウリピデスなどの古代ギリシアにおける悲劇作家達が挙げられる。その作品である戯曲は、通常は俳優によって観客の前で演劇として上演するために執筆される。戯曲の中には、上演を目的とせず読まれることを目的に書かれたレーゼドラマや、戯曲の形式をとってはいるが上演は意図していない作品もある。

## 歴史上の劇作家
西洋文学において、今日まで伝えられている最も古い劇作家は、古代ギリシアの劇作家たちである。こうした初期の演劇は、紀元前5世紀ころにアテナイで毎年開催されていた劇作家たちの競技のために書かれたものであった。アイスキュロス、ソポクレス、エウリピデス、アリストパネス といった有名な劇作家たちは、今日でも踏襲されている様々な形式を確立していた。

## 現代の劇作家
現代のアメリカ合衆国の劇作家たちは、名声や文化的地位という意味で、かつての先達に比肩するところまでには至らないことが多い。もはや演劇は、シリアスなドラマや楽しめるコメディを観客に提供する唯一の回路ではなく、映画、テレビ、インターネットと、観客を奪い合わなければならない。さらに、合衆国における芸術への資金援助の危機的な状態や、非営利団体が運営する劇場に依存したチケットの売上を収入源とせざるを得ないという現実は、多くの劇作家たちに、なかなか新作を出せない状況をもたらしている。例えば、ニューヨークのオフ・ブロードウェイにある非営利劇場 Playwrights Horizons は、1973-74年のシーズンには31本の演劇を上演していたが、2002-03年のシーズンには6本しか上演できなかった。ライバルでもあり、大がかりな制作が行われるミュージカルは、「必見」のブロードウェイ作品（あるいはオフ・ブロードウェイ作品）となっているが、ここでも劇作家が十分な収入を得ることは容易ではなく、大きな成功を掴むといったことは望外である。
しかし、最も成功した劇作家たちは、演劇界において高い地位を占めていることが多い。これは、ハリウッドなどの映画界において脚本家が占める地位とは対照的である。アメリカ劇作家組合（Dramatists Guild of America）は、劇作家は演劇の上演に決定権をもっていると主張している。映画においては、これとは対照的に、監督は「作家」として脚本を自由に変更できる。

## 『プレイライト』
英語の playwright という言葉を作ったのはイングランドの詩人ベン・ジョンソンのようで、彼のエピグラム49「劇作家へ（TO PLAYWRIGHT）」では、単なる商売としてウケるように作品を作っていく劇作家を見下したような表現として、「プレイライト」が用いられていた。ジョンソンは自身も戯曲を書いていたが、自分のことは常に「詩人（poet）」と称していた。当時の劇は常に韻律をともなっていたので、それを作るのは詩人の仕事と考えられていたからである。こうした見方は19世紀はじめまで存在していた。しかし、その後は、playwright という言葉の否定的な含意はなくなった。